# Чорнова (притока Лемиця)
Чорнова (Czernowa) — гірська річка в Україні, у Городенківському районі Івано-Франківської області у Галичині. Ліва притока потоку Лемиць, (басейн Дністра).
На мапі України річка називається Гниляк.

## Опис
Довжина річки приблизно 16,62 км, найкоротша відстань між витоком і гирлом — 14,35  км, коефіцієнт звивистості річки — 1,16 . Формується багатьма струмками та загатами. Річка тече у Східних Капатах.

## Розташування
Бере початок на північній стороні від гори Чебонз (356 м). Тече переважно на південний схід через село Якубівку, місто Городенка і у Серафинцях впадає у потік Лемиць, правий доплив Дністра.
Населені пункти вздовж берегової смуги: Котиківка, Городенка.

## Цікавий факт
- в документах , в т.ч. в "Реєстрі малих річок України" заререстрована під назвою "Чорнова"
- У XIX столітті на річці існувало 3 вояних млина[1].
- У місті Городенка річку перетинає автошлях Р24.